# 제야의 종

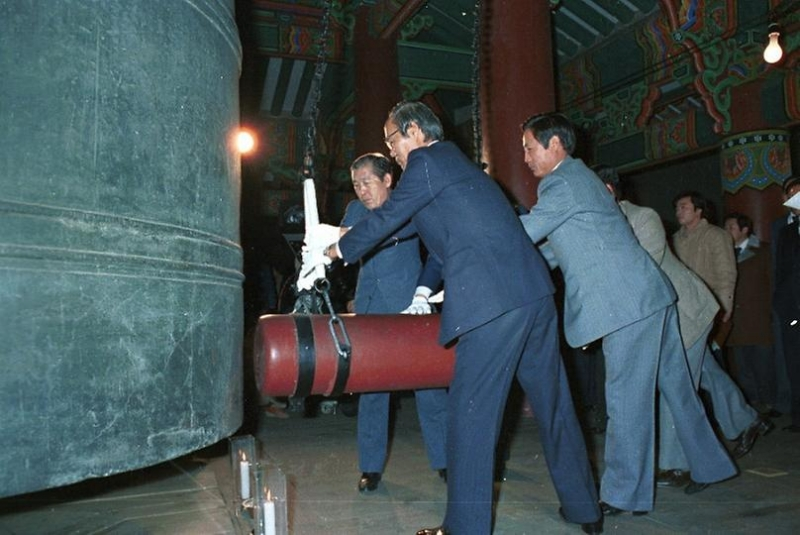
1981년 서울 보신각 제야의 종 타종

제야의 종(除夜-鍾, 일본어: 除夜の鐘)은 음력으로 섣달 그믐날에서 설날로 넘어가는 밤 12시(자정)에 울리는 종 또는 그 종소리를 가리키는 단어이다. 원래는 절에서 아침 저녁으로 종을 108번 울리는 것을 의미했는데, 오늘날에는 한 해의 마지막 밤에 울리는 종을 의미한다. 한국에서는 12월 31일 밤 12시를 기해 서울 종로구 관철동에 있는 보신각종을 33번 타종하는 것으로 제야의 종을 대신한다.

## 불교
불교에서 인간의 모든 번뇌를 제거하는 의미로 삼았고, 1년 12달, 24절기, 72기후를 합하면 108번이 나오는 것으로 상징한다.

## 동아시아

### 한국
섣달이 아닌 양력 12월 31일 밤 12시(자정)를 기해 서울특별시 종로구 관철동에 있는 보신각종을 33번 치는 것으로 제야의 종을 대신한다. 33번 종을 울리는 이유는 제석천(불교의 수호신)이 이끄는 하늘 세상인 도리천(33천)에 닿으려는 꿈을 담고 있으며, 나라의 태평과 국민의 편안함을 기원하기 위해서다.
1394년 조선 건국에서 이성계의 한양 천도와 함께 경복궁과 한양성이 축조된다. 이의 설계자는 정도전이 한양의 4대문을 유교의 4덕(四德)인 인의예지에 맞추고, 동쪽은 흥인지문, 남쪽은 숭례문, 서쪽은 돈의문, 북쪽은 홍지문의 구조가 갖추어진다. 1396년에 한양성이 완성되었고, 1398년에 종루가 갖춰진다. 이때부터 새벽 4시에 33번 종을 쳐 성문을 열고, 저녁 10시에는 28번 쳐 문을 닫는 의식이 시작된다.
조선 후기인 1895년에 종각에서 보신각이라는 명칭으로 바뀌면서 정오와 자정에 타종하는 것으로 변경되었고, 1908년 4월부터 포(砲)를 쏘는 것으로 대체됐다가, 결국 일제강점기에 의해 타종이 중단되고, 1929년에 일본 경성방송국이 특별기획으로 정초에 '제야의 종소리'의 생방송으로 보냈다.
해방과 대한민국 정부 수립 이후 1953년부터 제야의 종 타종이 재개되었고, 오늘날까지 보신각종이 사용되었다가, 제야의 종으로 사용된 후 국민의 성금에 의하여 새로 주조된 종이 1985년 8월 14일 보신각에 걸렸고, 8월 15일 광복절에 처음 타종되었다. 2020년과 2021년에는 코로나19 범유행과 관련된 우려로 인해 행사가 취소되었으며, 온라인으로 진행하였다. 그러다가 2022년에 오프라인 타종 행사가 재개되었다.
해방 이후 조선민주주의인민공화국에서도 제야의 종을 타종하고 있으며, 평양 중구역 대동문 북쪽에 있는 평양종을 사용하고 있다.
| 시/도      | 시/도      | 시설물 이름                        | 비고 |
| ---------- | ---------- | ---------------------------------- | ---- |
| 서울특별시 | 서울특별시 | 보신각                             |      |
| 부산광역시 | 부산광역시 | 용두산공원 내 종각                 |      |
| 대구광역시 | 대구광역시 | 국채보상운동기념공원 내 달구벌대종 |      |
| 광주광역시 | 광주광역시 | 옛 전남도청 앞 광장 내 민주의 종   |      |
| 대전광역시 | 대전광역시 | 대전광역시청 남문광장 한밭종각     |      |
| 울산광역시 | 울산광역시 | 울산대공원 울산대종                |      |
| 경기도     | 김포시     | 애기봉 남북평화의 종               |      |
| 경기도     | 수원시     | 화성행궁 광장 건너편 여민각        |      |
| 경기도     | 안산시     | 화랑유원지 단원각                  |      |
| 경기도     | 파주시     | 임진각 평화누리공원 평화의 종      |      |
| 강원도     | 춘천시     | 춘천시립도서관 인근 평화의 종각    |      |
| 강원도     | 강릉시     | 강릉시청 임영대종                  |      |
| 강원도     | 원주시     | 원주치악체육관 앞 치악의 종        |      |
| 강원도     | 평창군     | 평창군청 올림픽 종각               |      |
| 강원도     | 화천군     | 화천 평화의 댐 세계평화의 종       |      |
| 강원도     | 양구군     | 양구군청 희망의 종각               |      |
| 강원도     | 인제군     | 합강정공원 군민의 종각             |      |
| 충청남도   | 부여군     | 부여군청 백제대종                  |      |
| 충청북도   | 청주시     | 예술의 전당 앞 천년각              |      |
| 전라북도   | 전주시     | 풍남문                             |      |
| 전라남도   | 목포시     | 유달산 시민종각                    |      |
| 경상북도   | 경주시     | 신라대종                           |      |
| 경상북도   | 구미시     | 동락공원 전자신종                  |      |
| 경상북도   | 김천시     | 김천시민대종                       |      |
| 경상북도   | 안동시     | 웅부공원 시민의 종                 |      |
| 경상북도   | 영덕군     | 삼사해상공원 경북대종              |      |
| 경상북도   | 울진군     | 망양정해맞이공원 울진대종          |      |
| 경상북도   | 칠곡군     | 호국평화기념관 평화의 광장         |      |
| 경상남도   | 창원시     | 용지공원 창원대종각                |      |
| 경상남도   | 김해시     | 김해 시민의 종                     |      |
| 경상남도   | 양산시     | 양산종합운동장 양산대종            |      |
| 경상남도   | 진주시     | 진주성 호국의 종                   |      |
| 경상남도   | 함양군     | 최치원 역사공원 군민의 종          |      |
| 평양직할시 | 평양직할시 | 평양종                             |      |

### 일본
일부 오미소카(大晦日)와 오쓰고모리(大つごもり)를 두 가지 뜻의 섣달이 아닌 양력 12월 31일 밤 12시를 기해, 각 절과 신사에서 108번 치는 것으로 종을 울린다. 방송에서는 매년 NHK가 《가는 해 오는 해》의 특별 생방송으로 중계한다.

## 타종행사 중계

### 대한민국
라디오 방송은 1929년 정초부터, 텔레비전 방송은 1963년-1964년부터 매년 12월 31일 현재까지 방송하고 있다.

### 조선민주주의인민공화국
라디오 방송은 1929년 정초부터, 텔레비전 방송은 국영 방송사인 조선중앙TV에서 1963년-1964년부터 매년 12월 31일 현재까지 방송하고 있다.

### 일본
라디오 방송은 1927년-1928년부터, 텔레비전 방송은 1953년-1954년부터 매년 12월 31일 현재까지 방송하고 있다.
- 1927년 이후에는 일본의 공영 방송인 가는해 오는해 참조할 것.
- 1953년부터 1989년까지 일본의 민영 방송인 가는해 오는해 참조할 것.

## 같이 보기
- 연말연시
- 신년전야
- 양력설
- 새해